# Macromerina
La macromerina es un protoalcaloide del tipo catecolamina. Fue aislada de las cactáceas (Coryphantha macromeris ó doñana), C. macromeris v. runyonii y C. elephantidens. Estas plantas han sido utilizados por los chamanes Rarámuri por sus efectos enteógenos.

## Dosis
La macromerina tiene un quinto de la potencia de la mescalina, así que la dosis pueden ser 1250-2500 mg basado en la dosis del sulfato de mescalina.

## Efectos
Trout estableció  un bioensayo de macromerina contenido en el cactus Doñana ", había sido muy leve y muy extraño, con muchas olas de náusea intensa y persistente después de los efectos, tales como la visión distorsionada y una extraña  sensación de irrealidad que dura semanas después de su uso. "